# 炖鱼饭
炖鱼饭（法語：Thieboudienne）是西非的一种以白米和鱼為主要原料，並添加多種蔬菜配菜和調味料的炖飯料理，是塞內加爾的國菜，也是该国人類非物質文化遺產之一，在茅利塔尼亞、幾內亞比索、幾內亞、馬利、甘比亞等西非國家也有食用。

## 历史
從歷史上看，炖鱼饭起源于十九世紀的法属西非首府圣路易渔村，相传是圣路易一个叫姆巴耶的妇女发明了这道料理。這道菜的法文名字來自沃洛夫語“米飯”（Ceeb）和“魚”（Jën）。
炖鱼饭也是在欧洲的非洲餐馆供应的代表性料理之一。西非的加羅夫飯、瓦切等米饭料理也都源自这道料理。近年，由于外国渔船在塞内加尔海域大肆捕捞鱼类，导致该国渔业资源走向枯竭，也令民众难以获得烹制这道菜餚的鱼类。
2021年12月，炖鱼饭成为联合国教科文组织认证的人類非物質文化遺產。

## 食譜
炖鱼饭的食材因地区而异，但通常由碎米、魚排、乾魚、軟體動物和洋蔥、歐芹、大蒜、辣椒、番茄、胡蘿蔔、茄子、白菜、木薯、紅薯、秋葵等时令蔬菜烹饪而成。厨师通常会选用新鲜的鲷鱼或青铜石斑鱼，並使用植物油煎制，佐以大蒜、辣椒、胡椒等调料，随后配上拌了番茄酱的米饭食用，味道偏辛辣。